# Ґаліни (гміна Бартошице)
Ґаліни (пол. Galiny, нім. Gallingen) — село в Польщі, у гміні Бартошиці Бартошицького повіту Вармінсько-Мазурського воєводства.
Населення — 756 осіб (2011).
У 1975-1998 роках село належало до Ольштинського воєводства.

## Демографія
Демографічна структура станом на 31 березня 2011 року:
|          | Загалом | Допрацездатний вік | Працездатний вік | Постпрацездатний вік |
| -------- | ------- | ------------------ | ---------------- | -------------------- |
| Чоловіки | 368     | 74                 | 268              | 26                   |
| Жінки    | 388     | 81                 | 227              | 80                   |
| Разом    | 756     | 155                | 495              | 106                  |